# Ewald Platte
Ewald Platte (* 9. Oktober 1894 in der Honschaft Garschagen im heutigen Untergarschagen in Lüttringhausen, heute Stadtteil von Remscheid; † 27. Dezember 1985 in Opladen) war ein deutscher Maler des Expressionismus.

## Leben

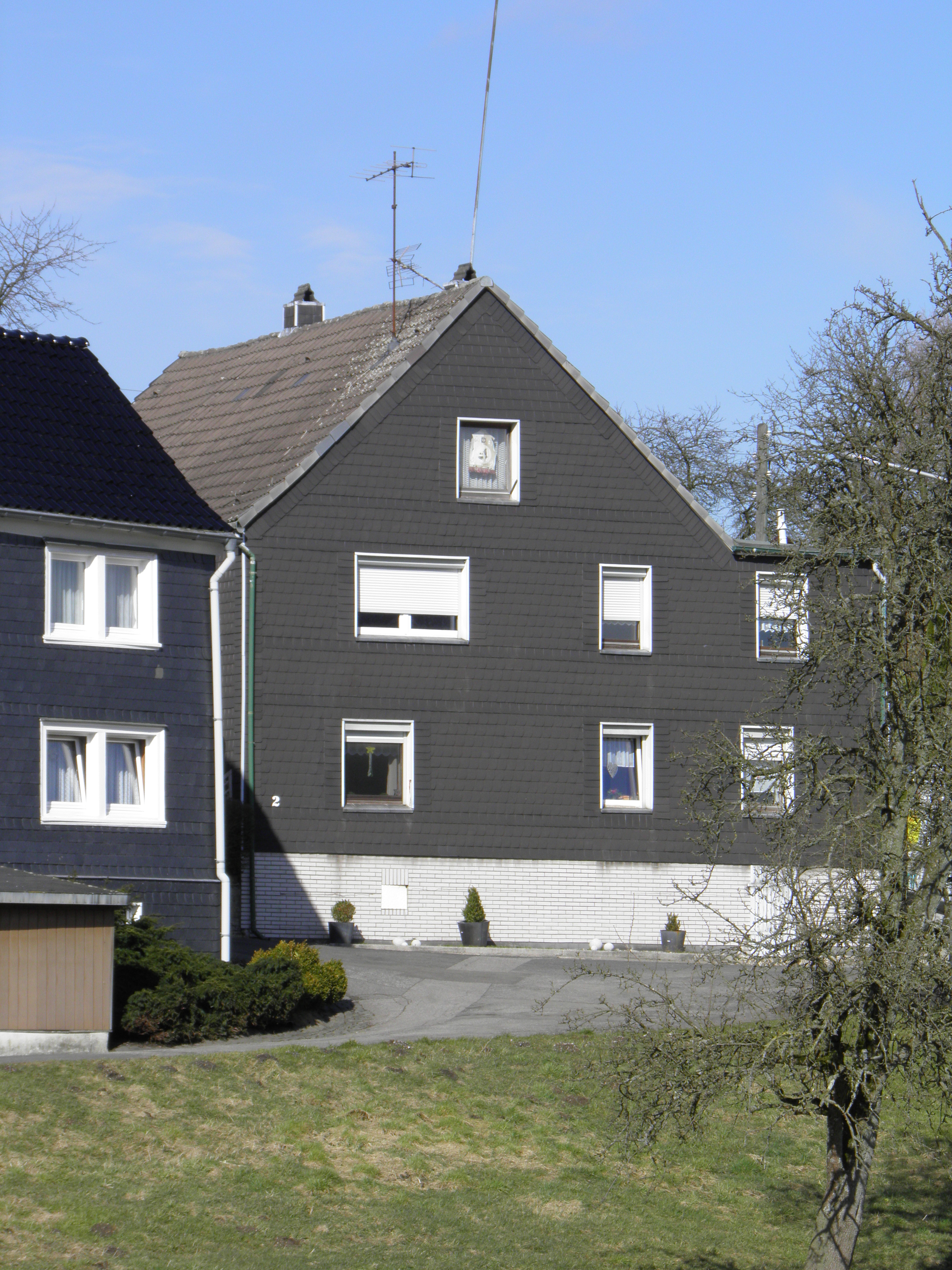
Geburtshaus von Ewald Platte in Lüttringhausen

Ewald Platte studierte von 1909 bis 1913 an der Kunstgewerbeschule Barmen bei Ludwig Fahrenkrog und Gustav Wiethüchter (1873–1946) Malerei. Noch während seines Studiums begann er, seine Werke in der Kunsthalle Barmen auszustellen. Von 1914 bis 1918 diente er als Soldat im Ersten Weltkrieg. Nach Kriegsende kehrte er nach Barmen zurück, wo er das Wuppertaler Kunstleben der 1920er Jahre und der Zeit nach dem Zweiten Weltkrieg wesentlich mit beeinflusste. 1920 schloss er sich der Künstlergruppe Die Wupper und der progressiven Künstlervereinigung Junges Rheinland an. Seine Bilder wurden in Düsseldorf und Köln ausgestellt. Schließlich wurde er 1927 mit zwei Bildern zur Ausstellung Europäische Kunst der Gegenwart in Hamburg eingeladen. Die Werke von Ewald Platte wurden auch in den USA und in Japan (unter anderem mit Werken von Emil Nolde, Pablo Picasso, und Henri Matisse) ausgestellt.
In der Zeit des Nationalsozialismus war Platte obligatorisch Mitglied der Reichskammer der bildenden Künste, und er konnte sich an Ausstellungen beteiligen. Frühere Werke Plattes entsprachen jedoch nicht dem nazistischen Kunstkanon, und 1937 wurde im Rahmen der deutschlandweiten konzertierten Aktion „Entartete Kunst“ 13 seiner Bilder aus der Sammlung des Von der Heydt-Museums in Wuppertal und der Städtischen Bildergalerie Wuppertal-Barmen beschlagnahmt und vernichtet. 1943 zerstörten Brandbomben seine Wohnung und seine gesamten darin befindlichen Werke. 1945 erfolgte ein Neubeginn mit Freiluftmalerei und Landschaftsbildern seiner Heimat. 1950–1960 war er Mitglied im Westdeutschen Künstlerbund. 1962 wurde ihm im Zusammenhang mit einer Einzelausstellung im Wuppertaler Von der Heydt-Museum die Richart Reiche-Plakette verliehen. 1971 fand eine Ausstellung seiner Wachsbilder im Von der Heydt-Museum statt. Im Jahre 2006 organisierte der Remscheider Verein „Pro Arte“ mit Unterstützung der Galerie Netuschil in der städtischen Galerie eine beeindruckende Ausstellung der Werke des Künstlers. In der historischen Wasserburg Haus Graven in Langenfeld (Rheinland) war von Mai 2011 bis Juni 2012 eine Ausstellung der Werke Ewald Plattes zu sehen.

## Werk
Seine frühen Schaffensperioden waren von einer zunehmenden Hinwendung zu einem abstrakt-kubistischen Stil geprägt. In seinen späteren Schaffensjahren nutzte er vor allem unterschiedliche Techniken der Enkaustik. Nach eigenen Angaben hat er ca. 300 Varianten entwickelt. Er löste das Wachs mit verschiedenen Mitteln, unter anderem mit Waschbenzin und Terpentin und trug die Farbschichten nacheinander auf Papier auf. Er nutzte Zeitungspapier und andere saugende Papiere. Das gehärtete Wachs mit seinen Pigmenten wurde weiterhin mit Lötkolben und erhitzten Spachteln bearbeitet. Einzelne auf Papier fixierte Partien wurden in einem zweiten Arbeitsgang zu größeren Einheiten collagiert und wiederum mit teils transparenten Farb-Wachsschichten überzogen und verbunden. Die fertigen Bilder wurden dann mit hohem Druck auf Spanplatten geleimt. Dazu benutzte er selbst entwickelte Kleber und eine tonnenschwere DEMAG-Presse. Reliefartige Farbstrukturen wurden durch Zwischenlagen von Daunenkissen beim Pressen geschont. Seine Farbproben ließ Platte monatelang im Sonnenlicht, zur Hälfte abgedeckt, liegen, um ihre Farbechtheit zu untersuchen. Sein Ziel war es, ähnlich dauerhafte Werke zu produzieren wie die ägyptischen Mumienporträts, die ältesten Gemälde in der Enkaustik-Technik.

## Ausstellungen (Auswahl)
- 1913/20/21/22 Kunstverein, Wuppertal-Barmen
- 1924 Galerie Flechtheim/Köln und Düsseldorf
- 1929/30/31/32 Kunstverein, Wuppertal-Barmen "Der Wupperkreis"

- 1933: Magdeburg, Haus des Kunstvereins, und Saarbrücken, Heimatmuseum („Deutscher Künstlerbund. Erste Ausstellung“)
- 1942: Wuppertal, Städtisches Museum („Sommerausstellung bergischer Künstler“)
- 1942: Wuppertal, Ruhmeshalle Wuppertal-Barmen („Winterausstellung bergischer Künstler“)

- 1950-80 Galerie Kosice/Slowakei
- 1952 Ruhmeshalle Wuppertal, Künstler im Exil
- 1960 Gymnasium Wermelskirchen, Wermelskirchen
- 1962 Bergisches Studio/Haus der Jugend in Wuppertal
- 1964 Rathaus Leverkusen-Opladen
- 1966 Von der Heydt-Museum Wuppertal, "Kunst an der Wupper 1919-33"
- 1971 Von der Heydt-Museum Wuppertal (Wachsbilder)
- 1986–2005 Galerie Nicole Netuschil Wermelskirchen
- 1992 Tokyo Art Expo in Japan
- 1994 Von der Heydt-Museum Wuppertal, Retrospektive zum 100. Geburtstag
- 1995 Museum Schloß Morsbroich in Leverkusen, Retrospektive zum 100. Geburtstag
- 1999 Art Antique in Düsseldorf
- 2004 Historisches Museum am Strom Bingen/Rh., "Ein rheinisch-bergischer Maler zwischen Expressionismus und Abstraktion"
- 2008 Museum Baden Solingen
- 2010 Museum Art Trove Singapur